# سرطان الغدة النخامية
سرطان الغدة النخامية هو ورم دماغي نادر ينمو من الغدة النخامية في قاعدة الدماغ، ويعتقد أن هذا الورم يمكن أن يظهر من الخلايا المتنية من الفص الخلفي من الغدة النخامية، والمعروفة بالغدد النخامية والتي يعتقد بعض الباحثين أنها تنشأ من خلايا الأجراب النجمية في الفص الأمامي من الغدة النخامية. على هذا النحو، تعتبر خلايا دبقية بدرجة منخفضة.

## الأعراض
يصيب البالغين وتشمل أعراضه على اضطراب البصر وضعف الغدد الصماء، وغالبا ما يتم تشخيصه بشكل خاطيء على أنه أحد أورام الغدة النخامية الأخرى التي لها أعراض مماثلة وتحدث في نفس الموقع.

## العلاج
يتكون العلاج من الإستئصال الجراحي، ويعتبر علاجاً ناجحاً (شافي) في معظم الحالات.